# Shining Force III
Vous lisez un « article de qualité » labellisé en 2008.
Shining Force III (シャイニング・フォースIII) est une trilogie de jeux vidéo de rôle tactique développée par Sonic! Software Planning et éditée par Sega sur Saturn. Elle fait partie de la série Shining et a été conçue comme une trilogie, composée de Shining Force III: Scenario 1, Scenario 2 et Scenario 3. Le premier scénario est sorti le 11 décembre 1997 au Japon, le 31 mai 1998 en Amérique du Nord et le 2 juin 1998 en Europe. Les deux autres scénarios n’ont pas connu de sortie hors du Japon. Ceci est dû notamment à la chute des ventes de la console de Sega, liée à la domination écrasante de la PlayStation de Sony sur le marché occidental. Pour les joueurs qui avaient acheté les trois épisodes de la saga, Camelot offrait à partir du 3 décembre 1998, un disque bonus intitulé Shining Force III: Premium Disc.
L'histoire du jeu est centrée sur le combat de trois groupes d'aventuriers contre la « secte Bulzome », une puissante organisation qui souhaite la résurrection d'un dieu maléfique du nom de Bulzome. Au fur et à mesure du jeu, le conflit s'intensifie et la sûreté du monde devient un problème majeur.
Premier épisode de la série Shining Force à utiliser des graphismes en trois dimensions, l'intérêt principal de Shining Force III réside dans le fait qu'il propose trois jeux au sein desquels on suit l'évolution de l'histoire à travers trois héros différents. L'équipe de développement a ainsi eu l'idée d'intégrer un système d'interaction, appelé « Synchronicity System », entre les trois épisodes de la saga. C'est-à-dire que certaines actions du joueur conditionnent une partie de la suite de l'aventure, rendant par exemple certains personnages disponibles à la place d'autres.

## Trame

### Univers
Shining Force III prend place dans un monde imaginaire du type médiéval-fantastique. L'histoire se déroule sur le continent de Parmecia. Celui-ci est composé de nombreuses villes développées et d'infrastructures modernes, comme un système ferroviaire. Il est peuplé par des humains et d'innombrables personnages légendaires tels que des centaures, des nains, des elfes, des fées, des gnomes, des hommes bêtes, des dragons ou des licornes.

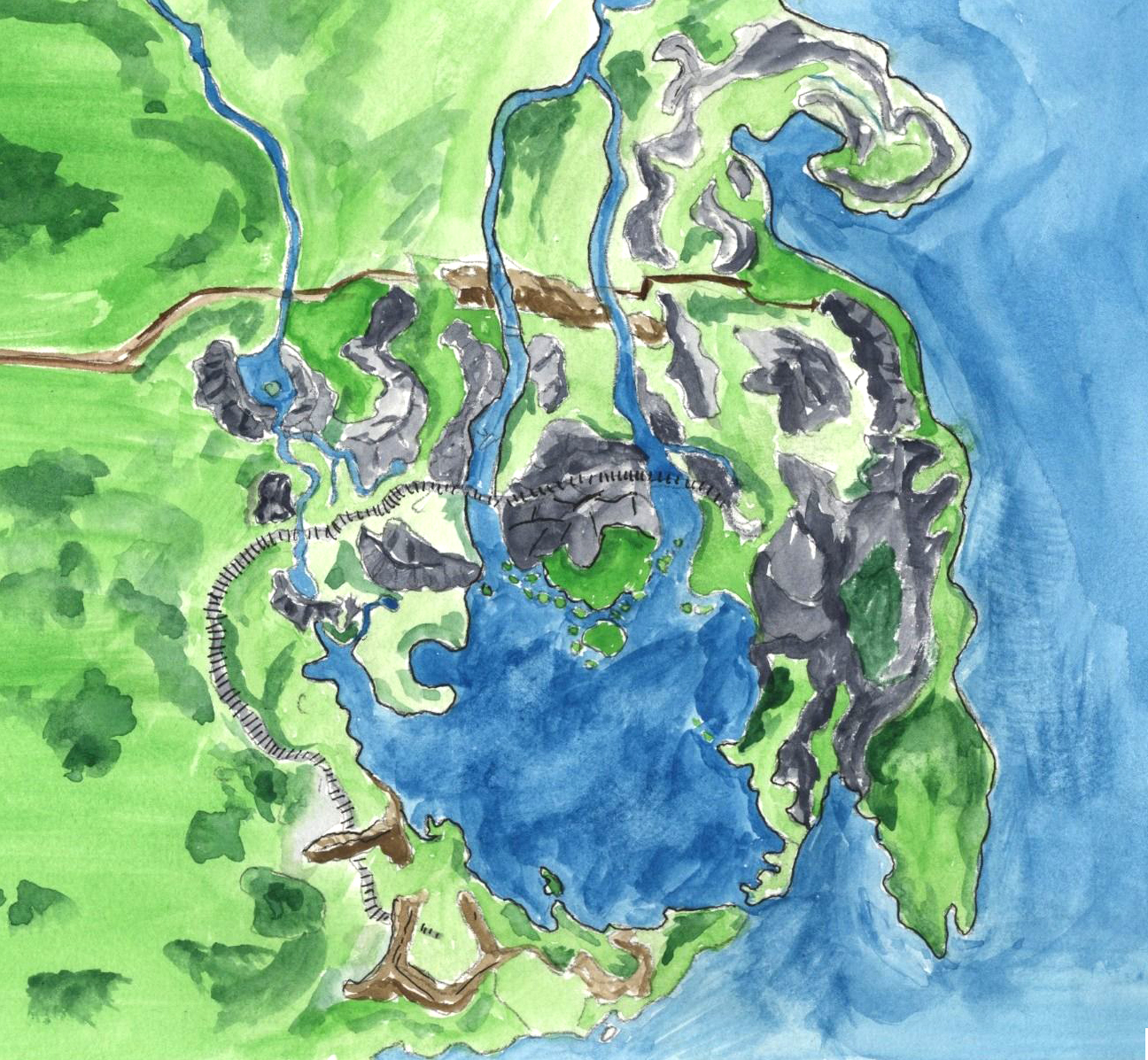
Représentation du monde de Shining Force III à l'aquarelle.

Le monde de Shining Force III est dominé par deux puissances antagonistes : la République d'Aspinia et l'Empire de Destonia. De cette opposition va naître de multiples conflits, plongeant la population dans le chaos. Auparavant, Aspinia faisait partie de l'Empire de Destonia, mais cette région est devenue libre après une guerre d'indépendance menée par des nobles démocrates. Ils se sont opposés à la politique totalitaire de l'empereur Domaric, qui a privé un grand nombre de personnes de leurs droits civiques, créant une grande disparité entre les riches et les pauvres. Les tensions sont restées entre Aspinia et Destonia après la guerre d'indépendance, celles-ci sont notamment marquées par un désaccord sur la localisation des frontières.

### Personnages
Le jeu propose d'incarner trois héros aux motivations et caractères distincts. Plusieurs personnages de divers horizons vont se joindre à eux durant leur périple, ce qui permet entre autres au joueur de découvrir de nouvelles personnalités et de les contrôler lors des combats.

Symbole des forces armées de Synbios.
Symbole des forces armées de Medion.
Symbole des forces armées de Julian.

Dans le premier scénario, Synbios est le personnage principal du jeu. Jeune seigneur de la République d’Aspinia et fils de Lord Conrad, un des fondateurs de l'état républicain, il est l'un des plus grands espoirs pour rétablir l'ordre et la prospérité au sein d'Aspinia. Synbios est originaire de la région de Flagard, et il doit remplacer son père, très malade, aux négociations de paix qui sont organisées à Saraband entre Destonia et Aspinia. Il est accompagné pour cette tâche de trois fidèles compagnons qui viennent de Flagard, tout comme lui, et qu'il connaît depuis son enfance. Ce sont Dantares, chevalier centaure, Masqurin, magicienne qui travaille pour Conrad, et Grace, prêtresse et guérisseuse.
Dans le deuxième scénario, Medion est le personnage principal du jeu. Jeune prince de l'Empire de Destonia et fils de l'empereur Domaric et de Melinda, dame du peuple. Après sa naissance, Domaric offre à sa concubine et à son nouveau fils un château pour qu'ils puissent vivre en paix loin de la société moderne. À ses dix ans, il est emmené contre son gré par sa mère au palais de son père pour y recevoir l'éducation d'un prince. Là bas, il fait la connaissance de Campbell, un chevalier centaure digne de confiance. Mais Medion est dans une situation difficile, méprisé par ses deux frères, Arrawnt et Mageron, et certains nobles, il ne succombe pas à l'adversité, grâce à sa forte volonté et à l'aide de Campbell. Il ne se considère pas comme un privilégié, et il critique la société hiérarchique. Il est populaire parmi le peuple et les soldats. Ses deux souhaits les plus chers sont : « D'être aimable envers le peuple » et « De prouver mes capacités devant mon père ». Domaric va justement lui donner une chance de montrer ses capacités en lui permettant de participer aux négociations de paix organisées à Saraband entre l'Empire et la République. Dans cette tâche, Medion est accompagné par Campbell, le centaure, Syntesis, l'elfe, et Uryudo, le magicien.
Dans le dernier scénario, Julian est le personnage principal du jeu. Jeune mercenaire, originaire du royaume d’Enrich, à la recherche de Galm, membre des Vandals, qui aurait assassiné son père. Julian apparaît comme personnage secondaire dans le Scenario 1 et le Scenario 2 de Shining Force III. Il est le personnage principal de la saga. L'histoire de Julian est d'abord présentée dans un jeu de la série Shining qui s'intitule Shining the Holy Ark. Ce dernier introduit le héros du troisième scénario et le monde des Vandals. Dans cet épisode, il apparaît comme un jeune garçon à la recherche de son père disparu.

Au cours de l'aventure, Julian va croiser la route de Gracia, un enfant qui tente de devenir le prochain Innovator, principal ennemi des Vandals, il décide alors de le protéger et de l'aider à réaliser sa destinée.

## Système de jeu

### Généralités
Comme de nombreux jeux de rôles tactiques, Shining Force III comporte deux phases de jeu distinctes : le mode Recherche et le mode Combat. Le mode Recherche de Shining Force III a la particularité de se dérouler à la manière d'un jeu de rôle classique : le joueur peut librement déplacer son personnage dans les différentes villes et sur la carte du monde dans des environnements représentés en trois dimensions. Traditionnellement, les jeux de ce type proposent au contraire des écrans statiques et les déplacements se font sur une carte générale en deux dimensions C'est le cas par exemple dans Final Fantasy Tactics, la série Fire Emblem et la série Ogre Battle, pour citer les plus connus.
Les déplacements sur la carte du monde permettent au joueur de circuler entre les différents lieux de l'aventure. Ces déplacements se font à pied, et sont parfois entrecoupés de combats pour faire avancer l'intrigue. Lors des déplacements à pied, le joueur dirige le leader de l'équipe représenté avec une taille disproportionnée par rapport aux autres éléments.
À partir de la carte, le joueur peut accéder aux différents lieux du jeu, il pénètre alors dans un environnement bien plus détaillé où les personnages sont cette fois représentés à une échelle réaliste. Ce gameplay « vue intérieure » est celui dans lequel la quasi-totalité des dialogues et des avancements du scénario se déroulent.
La majorité des lieux que le joueur est amené à visiter sont des villes. Ces dernières contiennent de nombreux éléments importants à la réussite de l'aventure (magasins, armureries, forges, églises) et sont peuplées de villageois pouvant parfois se rendre utiles en donnant des informations. Ces citadelles contiennent également un grand nombre de trésors cachés et des coffres remplis parfois d'objets rares. Il existe aussi un endroit indispensable que l'on retrouve dans toutes les villes du jeu. C'est le « Quartier Général », plus communément nommé « Q.G. ». Il permet de gérer son équipe de combattants, où l'on peut, par exemple, discuter avec tous ses membres, consulter le conseiller du groupe, effectuer des modifications dans la composition de l'équipe chargée de combattre ou bien prendre ou déposer des objets dans la réserve.
Au début de l'aventure, le joueur est restreint à la ville de Saraband, et la liberté de déplacement dans l'ensemble du monde est très limitée. Le déroulement du jeu est très encadré et se fait à l'aide de nombreuses séquences scriptées, qui ne peuvent être ignorées.

### Combats

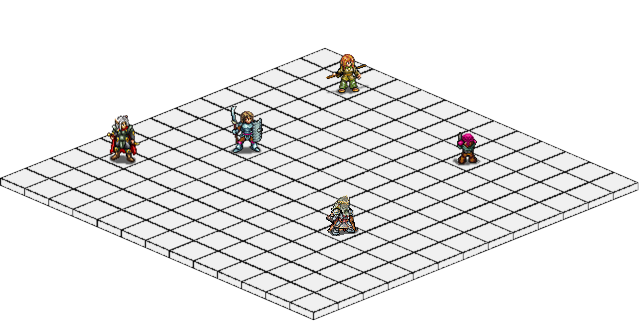
Représentation de la vue isométrique en 3D dans les jeux de rôles tactiques.

Le mode Combat apparaît quand le joueur est confronté à un groupe d'ennemis. Dotées d'un thème musical énergique, les batailles se déroulent sur une carte en trois dimensions en vue isométrique qui représente le lieu où se déroule l'affrontement. Les personnages sont quant à eux représentés en sprites 2D lors des phases de déplacement, puis en trois dimensions lorsqu'il y a une phase d'action. Ces dernières sont gérées par un système de caméra dynamique, et se déclenchent lors d'une attaque ou lors de l'utilisation d'un sort ou d'un objet.
Le joueur est amené à diriger un groupe maximum de douze combattants présélectionnés au sein du « Q.G. ». Utilisant le système classique du tour par tour, le jeu détermine l'ordre des combattants en fonction du score d'agilité de chaque personnage. Le joueur peut alors choisir d'attaquer, de passer, de lancer des sorts de magie ou d'utiliser des objets. Les combats sont remportés généralement lorsque le boss ennemi est vaincu. Les phases d'action offrent des récompenses et des points d'expérience dont l'accumulation est nécessaire aux personnages pour franchir des niveaux, qui eux-mêmes apportent une augmentation des caractéristiques – vie, magie, force et défense – et de nouvelles compétences.
Chaque personnage incarne une classe particulière (soldat, chevalier, magicien, moine, archer, prêtre, etc). Il n'existe pas un système de changement de métier comme dans Final Fantasy Tactics, mais en contrepartie, il est possible de faire évoluer son personnage vers une classe dite supérieure à partir d'un certain niveau. Par exemple, le chevalier évoluera vers la classe paladin, l'archer en sniper et le prêtre en clerc. Cette métamorphose permet de renforcer les caractéristiques du personnage et de modifier son aspect visuel.

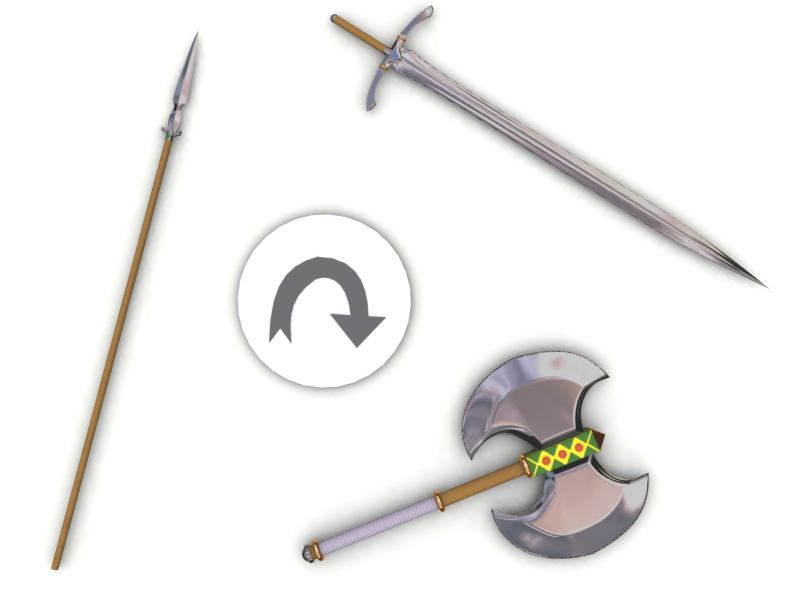
Schéma du triangle des armes.

Comme dans tous les jeux de rôles tactiques, certains facteurs extérieurs peuvent avoir une influence sur l'issue du combat. Ici ce sont la configuration du terrain, les effets de soutien et les effets de l'arme qui occupent cette fonction. Alors que le terrain joue un rôle important sur la capacité défensive des personnages, la notion de soutien permet à la fois de bénéficier de divers bonus et de nouer des liens d'amitié et de loyauté avec d'autres membres du groupe. Ces bonus sont activés lorsque le personnage ami se trouve sur une case voisine sur le champ de bataille. Ces liens d'amitié se créent automatiquement au fur et à mesure que l'on effectue des actions qui associent deux membres de l'équipe. Comme par exemple attaquer le même ennemi à la suite ou soigner un coéquipier. Il existe cinq différents degrés d'amitié, à débloquer progressivement, et apportant un bonus de plus en plus important. Enfin, l'efficacité d'une arme dépend de l'arme contre laquelle elle est dirigée. Ce système a déjà été aperçu dans la série Fire Emblem sous le nom de triangle des armes. Ainsi, les épées sont plus efficaces contre les haches, qui sont elles-mêmes supérieures aux lances, qui sont elles plus fortes face aux épées.
Shining Force III s'est également enrichi d'un nouveau système de Super Attaques. Au fur et mesure des combats, où au moyen de certaines armes possédant des capacités spéciales, les personnages feront l'apprentissage de Super Attaques dévastatrices donnant lieu à des séquences visuelles dynamiques en trois dimensions. Ces dernières se déclenchent de façon aléatoire lors d'une attaque d'un membre de son équipe ou d'un ennemi.

### Synchronicity System
Shining Force III est l'un des premiers jeu à proposer une histoire scindée en trois parties, où l'on incarne trois héros différents, et à intégrer un nouveau système d'interaction appelé « Synchronicity System ». Ainsi, l'intérêt majeur pour Camelot d'avoir opté pour trois scénarios est d'observer les effets d'un conflit international à travers trois perspectives différentes. Seulement, il est tout à fait possible pour le joueur d'accéder à l'un des trois épisodes sans avoir abordé les autres, ce qui n'est pas vraiment le but recherché de la part des développeurs.
En général, les jeux de rôle sortis à cette époque avaient une vision manichéenne et très simpliste selon Hiroyuki Takahashi, scénariste de la saga. Dans la bataille éternelle du bien contre le mal, Takahashi voulut innover en mettant le joueur aux commandes des deux camps qui s'opposent diamétralement dans le premier et le second scénario du jeu, permettant d'avoir une vision plus exhaustive des événements et des motivations de chaque camp. Tandis que le troisième épisode conclut l'histoire et donne au joueur l'occasion de réunir les différents héros pour lutter contre la véritable menace (la « secte Bulzome »).
Ce système d'interaction entre les épisodes prend toute son ampleur lorsque l'on enchaîne les trois scénarios à la suite. Certaines actions du joueur conditionnent une partie de la suite de l'aventure, et permettent de débloquer notamment de nouveaux personnages et des objets. Mais elles influent dans une moindre mesure sur le scénario du jeu.

Il est fréquent aussi de croiser les armées d'un autre scénario, et de revivre une même scène d'un autre point de vue. En particulier dans les deux premiers épisodes où les deux héros Synbios et Medion mènent une course croisée et parallèle.

## Shining Force III: Premium Disc
Shining Force III: Premium Disc (シャイニング フォース Ⅲ　プレミアムディスク) est le disque bonus de Shining Force III. Ce disque ne fut pas commercialisé par Camelot. Il avait la particularité d'être offert, à partir du 3 décembre 1998, aux personnes qui envoyaient les preuves d'achats des trois scénarios de Shining Force III en version japonaise. Le disque inclut des batailles supplémentaires en trois dimensions contre des boss de la série Shining Force, des vidéos, une interview à propos de la création du jeu, un sound test où l’on peut réécouter tous les bruitages et les musiques de la trilogie, une galerie d’illustrations, des modèles en 3D des personnages et un système de création de sauvegarde pour le Scenario 3.

Logo de Shining Force III: Premium Disc.

Le Premium Disc a été réalisé pour remercier les fans qui avaient acheté les trois épisodes de la saga. Il a été conçu par l'équipe de développement pendant leur temps libre au sein de la société. Au départ, l'offre devait être disponible sur une période inférieure à un an, mais à la suite de nombreuses demandes, Camelot a renouvelé la proposition au cours des années suivantes.

## Développement
Shining Force III a été développé en 1997 et 1998 par Camelot Software Planning, une ancienne société appartenant à Sega, devenue indépendante en 1995. C'est le premier jeu de la série Shining Force à présenter des environnements et des personnages en trois dimensions. Hiroyuki Takahashi est à la fois scénariste, producteur et game designer du projet. Quant à son frère, Shugo Takahashi, il est directeur général sur le Scenario 2 et le Scenario 3 ainsi que producteur assistant et game designer. Généralement, Sega demande à ses sociétés de développements de réaliser des jeux avec une intrigue simple, destinés à un public d'adolescents. Mais durant cette période, la Saturn est en fin de vie avec l'arrivée imminente de la nouvelle console de Sega : la Dreamcast. Le pôle des utilisateurs de la Saturn est donc plus âgé. Sega donne alors plus de liberté à Camelot, permettant à Takahashi d'écrire une histoire riche et complexe. Ce dernier avoue lorsqu'il termine la rédaction du premier scénario, il ne sait pas encore comment va se dérouler l'histoire dans la seconde partie. Yasuhiro Taguchi est directeur général sur le Scenario 1, responsable du développement et directeur sonore pour l'ensemble de la trilogie. Le travail fourni par lui et son équipe a été un véritable défi du fait de l'architecture de la Saturn, qui rend la programmation des jeux difficiles quand on souhaite exploiter au maximum les capacités de la console. Plusieurs techniques ont été mises au point afin d'éviter des temps de chargements longs et fastidieux qui risquaient de frustrer le joueur. Par exemple en mode Combat, un pré-chargement des données en trois dimensions, s'effectue lors de la phase de déplacement d'un personnage, en vue de sa phase d'action.

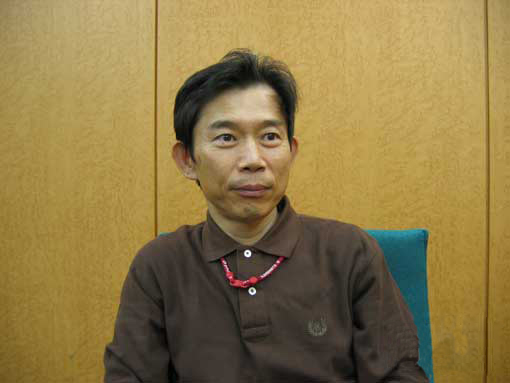
Hiroyuki Takahashi est notamment à l'origine du scénario du jeu.

Le disque bonus est le dernier jeu créé par Camelot pour Sega. À l'époque, la relation était de plus en plus difficile entre les deux sociétés. Les détails de ce contentieux sont exposés dans un fichier texte du Premium Disc,. Dans celui-ci, on retrouve le journal de bord des développeurs rédigé par Yasuhiro Taguchi, qui est notamment responsable programmeur sur la trilogie. Il reproche à Sega de ne pas avoir assez promu Shining Force III. En effet à la sortie du Scenario 2, Sega n'accorde plus aucun soutien, et écarte la Saturn au profit de la Dreamcast. Taguchi aborde aussi les différents problèmes qu'ils ont rencontré sur la musique du jeu dans le Scenario 3, et le refus de Sega d'aider à les résoudre. Ces diverses raisons font que Camelot abandonne définitivement la création de jeux pour la firme. Ce désistement signe la fin du développement des épisodes de la série Shining estampillé Camelot, qu'il considère comme achevé.
La version occidentale, destinée à l'Amérique du Nord et l'Europe, a été traduite en une seule et unique langue : l'anglais. Seul le premier scénario connaît une sortie en dehors du Japon, conséquence de la chute des ventes de la console de Sega liée à l'écrasante domination de la PlayStation sur le marché des jeux vidéo,. Sega préfère se consacrer à la sortie de la Dreamcast, plutôt que d'adapter de nouveaux jeux sur une console morte. La déception des fans est très grande, puisque la conclusion de l'histoire ne sera pas connue. Hiroyuki Takahashi est très déçu lui aussi de cette attitude de la part de l'éditeur. Pourtant il a toujours espoir de voir sortir un jour une version anglaise des Scenario 2 et Scenario 3 de la saga.

## Musique
La bande-son de Shining Force III a été composée par Motoi Sakuraba, qui avait déjà travaillé pour Camelot sur le jeu Shining the Holy Ark. Sakuraba s'est particulièrement servi du synthétiseur, des percussions, de la flûte et des chœurs pour ses différentes compositions, marquées par le rock progressif. La bande son est d'inspiration médiévale, et se rapproche parfois du style gothique et mystérieux. De nombreuses publications ont qualifié la musique de très bonne, voire excellente, se démarquant des thèmes habituels des jeux de rôle. Le site RPGFan affirme que Sakuraba a fait du « bon travail », et Jeuxvideo.com insiste sur la beauté des thèmes « dont on ne se lasse pas, même après les avoir entendus pendant des heures ».
Après la sortie des trois épisodes de la saga, un album s'intitulant Shining Force III Original Soundtrack est paru exclusivement au Japon. Ce disque comprend seulement quelques musiques arrangées du jeu. Une version européenne de l'album vit également le jour sous le nom de Force of Light. Un peu remanié, il ne contient plus que dix pistes alors que la version japonaise en a treize. La seule manière d’écouter l’intégralité des sons dans leur version originale reste de détenir le Premium Disc. 

Les critiques sont un peu plus mitigés sur la qualité de ces deux albums, ils déplorent se retrouver face à une bande originale incomplète et inégale : des thèmes forts et marquants issus du jeu sont manquants, et certains morceaux sont qualifiés comme étant « horribles » ou « bruyants »,. D'autres spécialistes restent plus modérés et désignent l'OST japonais comme « rafraichissant », tandis que certains le qualifient d'« un des meilleurs OSTs de RPG ».

## Réactions et critiques
La série des Shining Force est bien connue des amateurs de jeux de rôles tactiques. Au Japon, la série connaît un succès commercial et populaire. Alors qu'en Europe, ce genre de jeu a encore du mal à se faire une place. La sortie de ce troisième épisode, sur une console en fin de vie, ne permet pas à Sega de réaliser des chiffres de ventes conséquents. Sur l'archipel nippon, les ventes s'élèvent à 132 033 exemplaires pour le premier scénario, 54 890 pour le second, et 38 382 au cours des deux premières semaines suivant la parution du dernier chapitre,. Shining Force III reçoit des critiques élogieuses de la part des principales publications vidéoludiques, elles acclament surtout l'histoire du jeu et son univers prenant, les musiques de grande qualité et l'efficacité de son système de jeu riche et passionnant. Cet épisode est souvent considéré comme le couronnement de la série.